# Calvia Crispinilla
Calvia Crispinilla, död efter år 69 e.Kr., var en romersk gunstling. 
Hennes bakgrund är okänd men hon anses ha varit medlem i en aristokratisk familj, även om det är okänt vilken.  Hon var en av kejsar Neros gunstlingar, och utnämndes av honom till hovämbetet Mästarinna av Den Kejserliga Garderoben.  Hon ansågs ha stort inflytande vid kejsarhovet.  Hon beskrivs som girig, och Tacitus anklagar henne för att ha utövat ett dåligt inflytande på kejsaren. Hon ska senare ha bytt lojalitet, och varit en initiativtagare till Lucius Clodius Macers misslyckade kuppförsök år 68-69. Hon ska också ha legat bakom Galbas avhopp. 
Efter Neros fall och död gifte hon sig med senator Sextus Traulus Montanus.  Det förekom krav på hennes avrättning från allmänheten, men hon skyddades av kejsar Otho.  Hon investerade i den lukrativa vinhandeln där hon gjorde stora förtjänster. 